# Wiederkehrende Figuren in Police Academy
Wiederkehrende Figuren in Police Academy sind alle Filmfiguren, die in mindestens zwei Filmen der Police-Academy-Filmreihe vorkommen. Die Police-Academy-Serie verfügt über insgesamt 24 solcher Figuren. 11 dieser Figuren werden erst in späteren Filmen eingeführt.

## Übersicht
In allen Filmen kommen zwei Gruppen vor:
Die positiv besetzten Hauptfiguren, die als „gute“ Polizisten fungieren (grün), sowie deren Gegenspieler, die zwar auch Polizisten sind, aber ersteren aus niederen Motiven wie Opportunismus oder simpler Antipathie das Leben schwer machen (orange).
Daneben finden sich eine Reihe weiterer Figuren, die auch in mehreren Filmen vorkommen (blau).
| Figuren in den bisherigen Police-Academy-Filmen | Figuren in den bisherigen Police-Academy-Filmen | Figuren in den bisherigen Police-Academy-Filmen | Figuren in den bisherigen Police-Academy-Filmen | Figuren in den bisherigen Police-Academy-Filmen | Figuren in den bisherigen Police-Academy-Filmen | Figuren in den bisherigen Police-Academy-Filmen |
| ----------------------------------------------- | ----------------------------------------------- | ----------------------------------------------- | ----------------------------------------------- | ----------------------------------------------- | ----------------------------------------------- | ----------------------------------------------- |
|                                                 |                                                 |                                                 |                                                 |                                                 |                                                 |                                                 |
| 1. Film (1984)                                  | 2. Film (1985)                                  | 3. Film (1986)                                  | 4. Film (1987)                                  | 5. Film (1988)                                  | 6. Film (1989)                                  | 7. Film (1994)                                  |
| Eric Lassard                                    |                                                 |                                                 |                                                 |                                                 |                                                 |                                                 |
| Carey Mahoney                                   |                                                 |                                                 |                                                 |                                                 |                                                 |                                                 |
| Larvell Jones                                   |                                                 |                                                 |                                                 |                                                 |                                                 |                                                 |
| Eugene Tackleberry                              |                                                 |                                                 |                                                 |                                                 |                                                 |                                                 |
| Moses Hightower                                 |                                                 |                                                 |                                                 |                                                 |                                                 |                                                 |
| Laverne Hooks                                   |                                                 |                                                 |                                                 |                                                 |                                                 |                                                 |
| Douglas Fackler                                 | Douglas Fackler                                 | Douglas Fackler                                 |                                                 |                                                 | Douglas Fackler                                 |                                                 |
| Debbie Callahan                                 |                                                 | Debbie Callahan                                 | Debbie Callahan                                 | Debbie Callahan                                 | Debbie Callahan                                 | Debbie Callahan                                 |
|                                                 | Zed                                             |                                                 |                                                 |                                                 |                                                 |                                                 |
|                                                 | Sweetchuck                                      |                                                 |                                                 |                                                 |                                                 |                                                 |
|                                                 |                                                 |                                                 |                                                 | Nick Lassard                                    |                                                 |                                                 |
| Thaddeus Harris                                 |                                                 |                                                 | Thaddeus Harris                                 | Thaddeus Harris                                 | Thaddeus Harris                                 | Thaddeus Harris                                 |
|                                                 | Mauser                                          |                                                 |                                                 |                                                 |                                                 |                                                 |
|                                                 | Proctor                                         |                                                 |                                                 |                                                 |                                                 |                                                 |
| Chad Copeland                                   |                                                 | Chad Copeland                                   | Chad Copeland                                   |                                                 |                                                 |                                                 |
| Kyle Blankes                                    |                                                 | Kyle Blankes                                    |                                                 |                                                 |                                                 |                                                 |
| Commissioner Hurst                              |                                                 |                                                 |                                                 |                                                 |                                                 |                                                 |
| Mrs. Fackler                                    |                                                 | Mrs. Fackler                                    |                                                 |                                                 |                                                 |                                                 |
|                                                 | Kathleen Kirkland                               |                                                 | Kathleen Kirkland                               |                                                 |                                                 |                                                 |
|                                                 | Max Kirkland                                    | Max Kirkland                                    | Max Kirkland                                    |                                                 | Max Kirkland                                    |                                                 |
|                                                 | Bud Kirkland                                    |                                                 |                                                 |                                                 |                                                 |                                                 |
|                                                 | Mrs. Kirkland                                   |                                                 | Mrs. Kirkland                                   |                                                 |                                                 |                                                 |
|                                                 |                                                 | Nogata                                          |                                                 |                                                 |                                                 |                                                 |
|                                                 |                                                 |                                                 | Tommy „House“ Conklin                           |                                                 |                                                 |                                                 |
|                                                 |                                                 |                                                 |                                                 |                                                 |                                                 |                                                 |
| 1. Film (1984)                                  | 2. Film (1985)                                  | 3. Film (1986)                                  | 4. Film (1987)                                  | 5. Film (1988)                                  | 6. Film (1989)                                  | 7. Film (1994)                                  |

## Positive Hauptfiguren
| Name               | Rang | Schauspieler                                           | Auftritt                                                 |
| ------------------ | --- | ------------------------------------------------------ | -------------------------------------------------------- |
| Eric Lassard       | Commandant | George Gaynes; Tedd Dillon (Zeichentrickserie)         | alle Filme, Zeichentrickserie                            |
| Carey Mahoney      | Kadett (1. Film), Officer (2), Sergeant (3 und 4)                                                                     | Steve Guttenberg; Ron Rubin (Zeichentrickserie)        | Filme 1 bis 4, Zeichentrickserie                         |
| Larvell Jones      | Kadett (1. Film), Officer (2), Sergeant (alle weiteren Filme)                                                         | Michael Winslow; Greg Morton (Zeichentrickserie)       | alle Filme, Zeichentrickserie, Fernsehserie              |
| Eugene Tackleberry | Kadett (1. Film), Officer (2), Sergeant (3–7), Captain (Fernsehserie)                                                 | David Graf; Dan Hennessey (Zeichentrickserie)          | alle Filme, Zeichentrickserie, Gastauftritt Fernsehserie |
| Moses Hightower    | Kadett (1. Film), Officer (2), Sergeant (3–5), Lieutenant (Beförderung Ende 5. Film, 6. Film), Captain (Fernsehserie) | Bubba Smith; Greg Morton (Zeichentrickserie)           | Filme 1 bis 6, Zeichentrickserie, Fernsehserie           |
| Laverne Hooks      | Kadett (1. Film), Officer (2), Sergeant (3–6)                                                                         | Marion Ramsey; Denise Pidgeon (Zeichentrickserie)      | Filme 1 bis 6, Zeichentrickserie                         |
| Debbie Callahan    | Sergeant (1. Film), Lieutenant (3–6), Captain (7), Staatsanwältin (Fernsehserie)                                      | Leslie Easterbrook; Denise Pidgeon (Zeichentrickserie) | alle Filme außer 2, Zeichentrickserie, Fernsehserie      |
| Douglas Fackler    | Kadett (1. Film), Officer (2), Sergeant (3 und 6)                                                                     | Bruce Mahler                                           | Filme 1 bis 3 sowie 6                                    |
| Zed                | Zivilist/Bösewicht (2. Film), Kadett (3), Officer (4; Zeichentrickserie)                                              | Bobcat Goldthwait; Dan Hennessey (Zeichentrickserie)   | Filme 2 bis 4, Zeichentrickserie                         |
| Sweetchuck         | Zivilist (2. Film), Kadett (3), Officer (4; Zeichentrickserie)                                                        | Tim Kazurinsky; Howard Morris (Zeichentrickserie)      | Filme 2 bis 4, Zeichentrickserie                         |
| Nick Lassard       | Sergeant | Matt McCoy                                             | Filme 5 und 6                                            |

### Eric Lassard
Lassard ist Kommandant der Akademie und im Gegensatz zu einigen anderen höherrangigen Polizisten den Kadetten freundlich gesinnt. Lassard leitet die Akademie mit väterlicher Nachsicht, ist aber sehr zerstreut und scheint fast nie im Bilde darüber, was um ihn herum vorgeht. Im ersten und zweiten Film ist er noch eine Nebenperson, rückt aber in der Folge immer mehr in den Mittelpunkt. Ab dem fünften Film ist er sogar das Zentrum der Handlung. Im Lauf der Serie sind einige Verwandte von ihm zu sehen. Seine Frau taucht zweimal kurz im ersten Film auf. Sein Bruder ist Captain Peter Lassard, der das Polizeirevier im 16. Bezirk der Stadt leitet und im zweiten Film Eric um gute Kadetten bittet, um die hohe Kriminalitätsrate in seinem Bezirk zu senken. Erics Neffe Nick ist ebenso Polizist und kommt in zwei Filmen vor.
Äußerst wichtig für Eric Lassard ist sein Goldfisch, der fast überall hin mitgenommen wird. Anfänglich im ersten Film behauptet er noch, er gehöre einem Freund. Im zweiten Film bringt er seinem Bruder einen Goldfisch als Geschenk mit, wobei nicht klar ist, ob es sich um denselben Fisch handelt – er wird kurze Zeit später versehentlich in seinem Aquarium auf der Garplatte eines Sushi-Restaurants gekocht, was er wohl nicht überlebt haben dürfte. Lassards Goldfisch muss auch sonst einiges aushalten. Im dritten Film verlässt er versehentlich kurzzeitig sein Aquarium, im vierten Film wird er von Zed fast gegessen und im fünften Film kurzzeitig entführt.
Lassard fährt üblicherweise mit einem Golfmobil durch die Academy und begutachtet die Arbeit. Typisch ist auch sein Redestil: er neigt dazu, die Worte „sehr“ und „viele“ mehrfach zur Verstärkung zu wiederholen. In den späteren Filmen ist er sehr oft Teil von Slapstickszenen, wo er versehentlich mit einem Stock etwas umwirft oder Bälle fallen lasst. Lassards Figur wird trotz seiner zentralen Stellung für den Verlauf der Handlung immer unwichtiger und sein Auftreten lächerlicher. So ist er im ersten Film noch eine recht respektable Person, während er gegen Ende der Serie kaum etwas beiträgt.

### Carey Mahoney

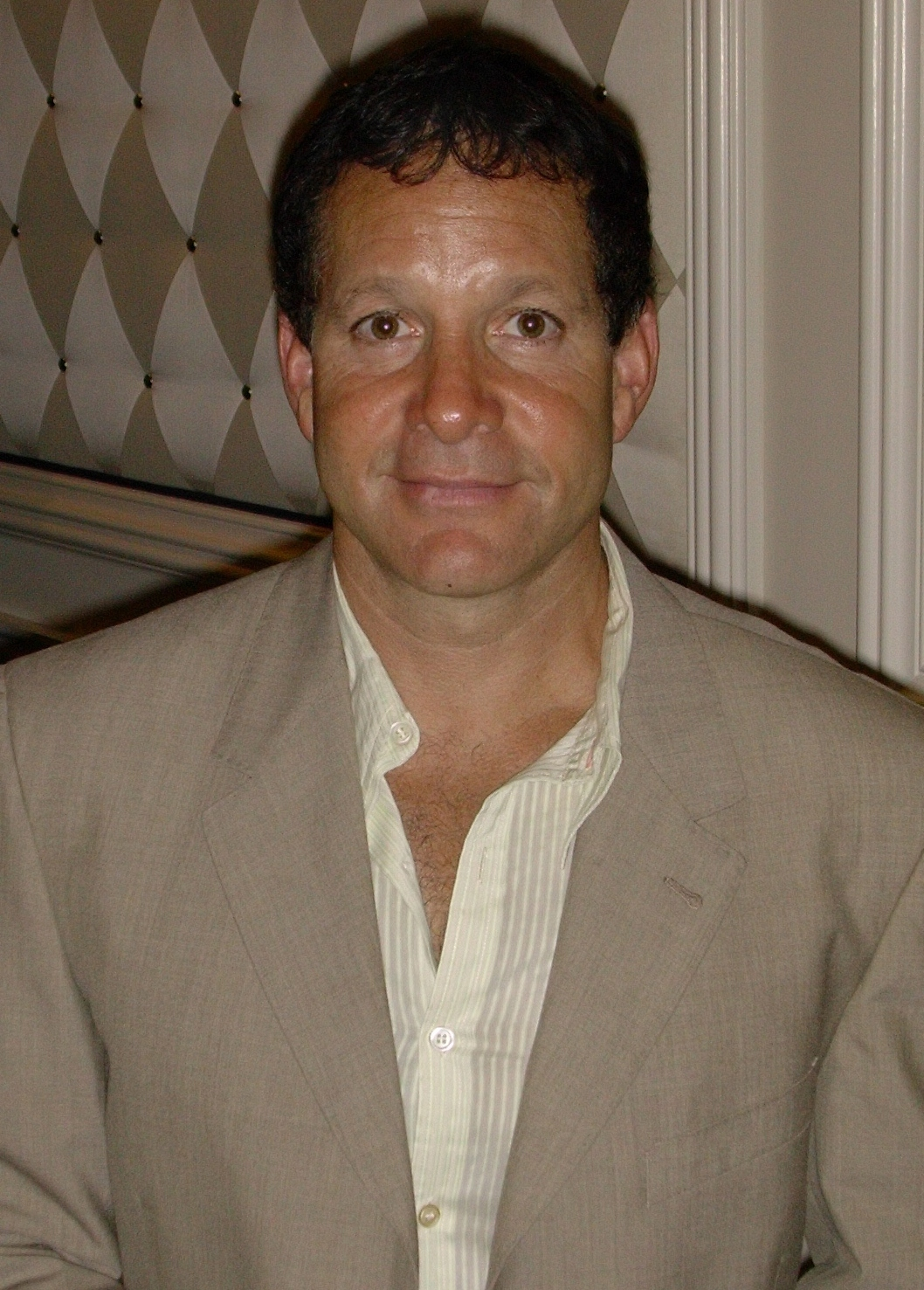
Steve Guttenberg (2005)

Der durch Steve Guttenberg verkörperte Carey Mahoney ist in den ersten vier Filmen die zentrale Figur. Nach Guttenbergs Ausstieg änderte sich die thematische Ausrichtung der Filme erheblich.
Mahoney ist zu Beginn des ersten Filmes ein sympathischer Kerl, der sich aber immer wieder durch kleine Dummheiten unfreiwillige Besuche auf dem Polizeirevier verschafft. Der dortige Revierleiter Captain Reed (Ted Ross) zwingt ihm als Alternative zum Gefängnis den Besuch der Polizeiakademie auf. Auch wenn er dort baldmöglichst verschwinden will und kurz vor Ende der Ausbildung hinausgeworfen wird, erhält er wegen besonderer Tapferkeit einen Orden und setzt seine Karriere als Polizist fort. Im zweiten Film wird er vorübergehend suspendiert. Ab dem dritten Film trägt er den Rang Sergeant.
Mahoney zeichnet sich durch eine sympathische und witzige Art aus. Durch seinen respektlosen Humor kommt er aber immer wieder mit den jeweiligen Antagonisten Harris bzw. Mauser in Konflikt. Darüber hinaus ist er ein Frauenschwarm und flirtet in jedem der Filme. Passend zu dieser Figur verrichtet Mahoney seinen Dienst im zweiten Film zunächst als Strandpolizist, bevor er zu seinem neuen Auftrag gerufen wird. Im vierten Film fährt er am Schluss mit seiner Angebeteten in einem Heißluftballon davon.
Der Produzent der Filmreihe, Paul Maslansky, wollte ursprünglich Michael Keaton, Tom Hanks oder Judge Reinhold für die Rolle des Mahoney. Er war aber so begeistert von den Probeaufnahmen des damals noch recht unbekannten Steve Guttenberg, dass er sich für diesen entschied. Guttenberg, dessen Vater Polizist war, trug beim Casting ein Polizeishirt, wodurch er die Filmemacher überzeugen konnte.

### Larvell Jones

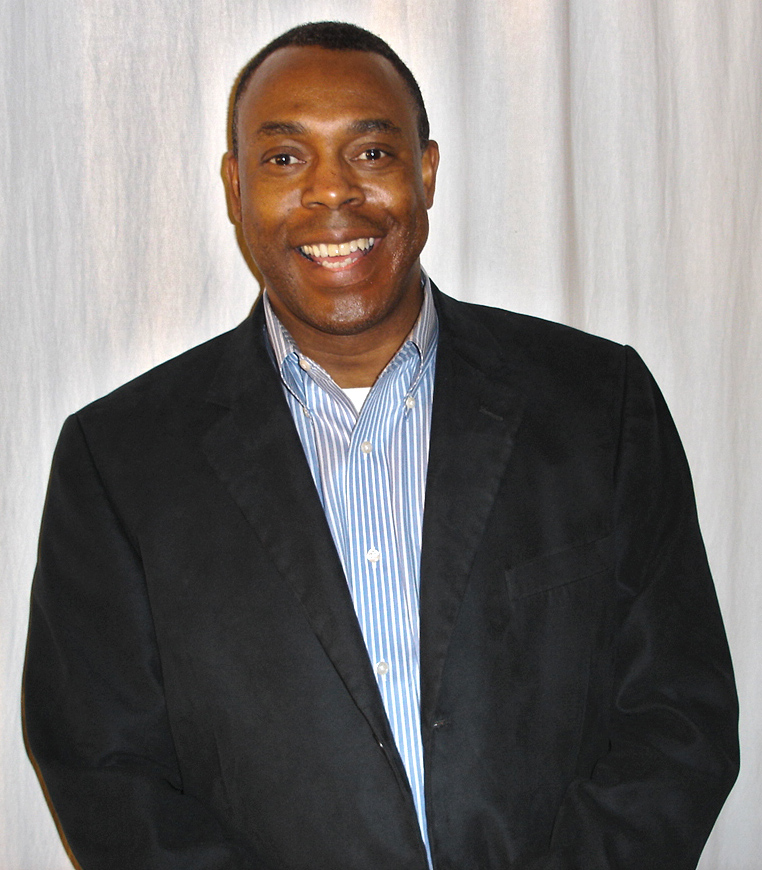
Michael Winslow (2008)

Der von Michael Winslow verkörperte Larvell Jones fällt vor allem durch eines auf: er ist in der Lage, alle möglichen Geräusche zu imitieren. Dieses Talent setzt er sowohl für nützliche Dinge ein als auch für allerlei Schabernack. Insbesondere die unsympathischen Antagonisten Mauser bzw. Harris werden von ihm des Öfteren hereingelegt. Natürlich vollkommen unrealistisch, aber um des Klamauks willen notwendig, ist, dass von den Betroffenen nie rechtzeitig bemerkt wird, dass die Geräusche in Wirklichkeit aus einer ganz anderen Richtung kommen. Sein schauspielerisches Talent nutzt er auch zur Darstellung seiner Fähigkeiten in asiatischen Kampfkünsten. Im sechsten Film springt er spontan als Kabarettist ein, als ein Stromausfall die normale Vorstellung in einem Club unmöglich macht.
Seinen ersten Auftritt bekommt Jones beim Zusammentreffen mit Mahoney im Polizeirevier, wo er gelandet ist, weil er durch seinen Unfug Verwirrung gestiftet hat. Mahoney bittet im Gespräch mit Captain Reed darum, dass Jones als sein „Leibarzt“ mit zur Academy kommen kann.
Larvell Jones kommt in allen Filmen vor und ist auch die einzige Figur aus den Filmen, die regelmäßig in der späteren Fernsehserie der Police Academy zu sehen war. Eine Ausgestaltung der Person in Form von Beziehungen und ähnlichem war ihm jedoch nicht vergönnt.
Obwohl die Figur des Larvell Jones damit eine der langlebigsten in Police Academy ist, war sie im ursprünglichen Skript gar nicht vorgesehen. Als die Filmemacher aber Michael Winslows Stand-Up-Comedy-Show sahen, wollte man ihn unbedingt im Film haben, so dass man die Rolle nachträglich einfügte.

### Eugene Tackleberry

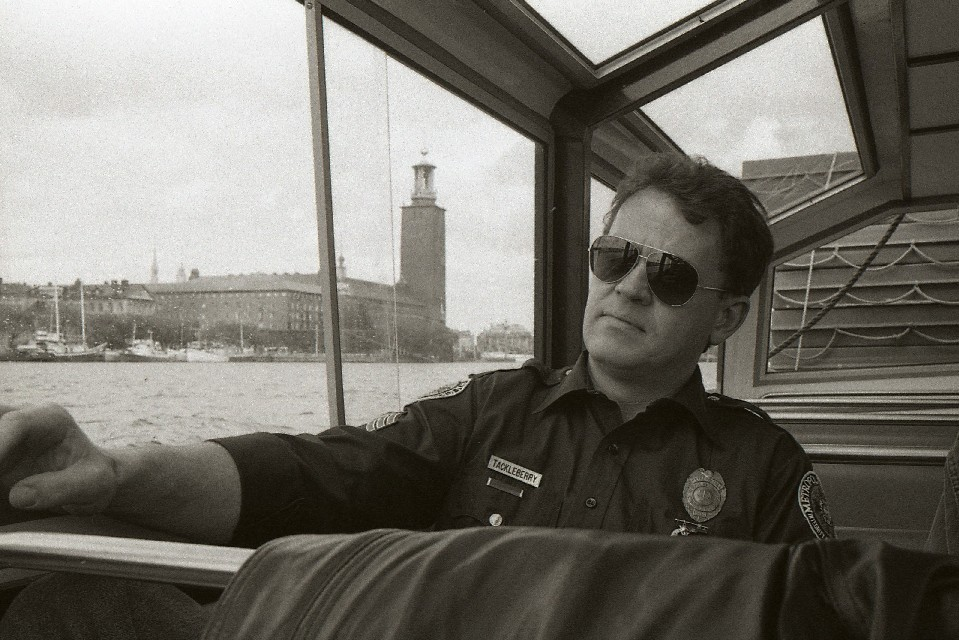
David Graf (1989)

Tackleberry ist ein Waffennarr, der auch gerne in die Verkleidung eines Rambo schlüpft. Er benutzt Pistolenfett statt After Shave und löst Probleme in der Regel mit dem Einsatz von Waffen. Weibliche Kollegen schätzt er nicht allzu sehr. Er verkörpert daher eher einen Soldaten als einen Polizisten. Dennoch trägt er positive Charakterzüge. So kommt nie jemand durch ihn zu Schaden und er nimmt Sweetchuck unter seine Fittiche, als dieser Probleme in der Ausbildung hat. Seine bevorzugte Waffe ist ein großer Revolver, den er von seiner Mutter bekommen hat. Tackleberrys Arsenal umfasst allerdings deutlich mehr: neben einer Detonics Scoremaster (2. Film) setzt er im Verlauf der Serie unter anderem auch ein Maschinengewehr (6. Film), einen kleinen Nebelgranatenwerfer (2. Film) und eine Mini-Armbrust (3. Film) ein. Er hat aber auch noch ein anderes Hobby: er spielt Saxophon.
Im zweiten Film verliebt er sich in Officer Kathleen Kirkland, die ihm im Motorradstreifendienst als Partnerin zugeteilt wird und seine Waffenvernarrtheit teilt. Dies zieht ihn sehr an und lässt ihn seine Zweifel an ihr als Kollegin vergessen. Kathleens Familie passt auch zu ihr und ist mehrfach zu sehen. Sie umfasst ihren Bruder Bud Kirkland, ihren Vater Max Kirkland und ihre Mutter (siehe Nebenfiguren). Tackleberry heiratet Kathleen am Ende des zweiten Films.

### Moses Hightower

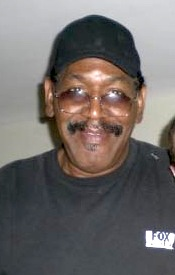
Bubba Smith (2009)

Der vom ehemaligen American-Football-Spieler Bubba Smith verkörperte Moses Hightower beeindruckt vor allem durch seine Größe (2,01 m) – daher wohl auch der Name. Vor seiner Zeit bei der Polizei war er Florist, und zu dieser Tätigkeit kehrt er im ersten Film auch kurzzeitig wieder zurück. In den Filmen zeigt er auch des Öfteren, dass er außergewöhnlich viel Kraft hat. Er sticht auch heraus, indem er Captain Harris zweimal rettet (im ersten und fünften Film). Er wird beide Male ausgezeichnet und beim zweiten Mal zum Lieutenant befördert. Sein Privatleben wird nie weiter thematisiert.

### Laverne Hooks
Hooks ist klein und hat eine leise, hohe Stimme, die dafür sorgt, dass sie oft nicht ernst genommen wird. Sie kann aber auch sehr laut werden, wenn sie möchte. Sie übernimmt in den Filmen mehrfach Überwachungs- und Leitungsaufgaben in der Kommandozentrale. Im ersten Film hat sie noch eine sehr vorsichtige Fahrweise, was sich aber bis zum dritten Film stark geändert hat. Ihr Privatleben wird in den Filmen nie thematisiert.

### Debbie Callahan

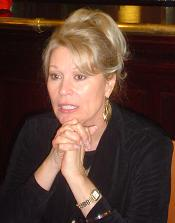
Leslie Easterbrook (2006)

Verkörpert Debbie Callahan zunächst nur eine dominante blonde Ausbilderin, wird sie in späteren Filmen eine Sympathiefigur, die zwar auch ansatzweise Züge von Tackleberrys Gewaltvernarrtheit zeigt, jedoch vor allem ihre weiblichen Seiten betont. Sie trägt häufig enge Kleidung, und ihre Oberweite ist das Thema zahlreicher Gags in der Filmreihe. Sie hat in allen Filmen mit Ausnahme des sechsten Affären und Romanzen, wobei die Annäherung an den Gangster Konali im siebten Film nur im Rahmen eines Undercover-Einsatzes stattfindet.

### Douglas Fackler
Äußerlich eigentlich eher der Buchhaltertyp und im Wesen auch recht spröde, zeichnet sich Douglas Fackler vor allem durch seine Ungeschicktheit aus, durch die er immer wieder kleine Katastrophen auslöst. Teilweise setzt er damit aber auch herannahende Bösewichte aus Versehen außer Gefecht. Im zweiten Film ist er auch als typischer amerikanischer Polizist zu sehen, der im Auto herumsitzt und Donuts isst. Interessant ist die Beziehung zu seiner Frau. Diese versucht im ersten Film buchstäblich mit Händen und Füßen, ihren Mann von dem Plan abzuhalten, Polizist zu werden. Dabei springt sie sogar auf die Motorhaube seines Wagens und fährt in dieser Position bis zur Academy mit. Die Szene spielt sich umgekehrt im dritten Film ab, als Douglas seine Frau hindern will, Polizistin zu werden. Sie argumentiert, dass sie ihm nahe sein möchte. Allerdings antwortet sie auf seine Frage, ob sie ihn denn umbringen wolle, zynisch, dass sie schon einige Male daran gedacht habe.
Douglas Fackler ist von allen Hauptfiguren am wenigsten zu sehen, kommt aber in vier Filmen vor und wird dort immer als Teil von Mahoneys bzw. Lassards Truppe präsentiert.

### Zed McGlunk

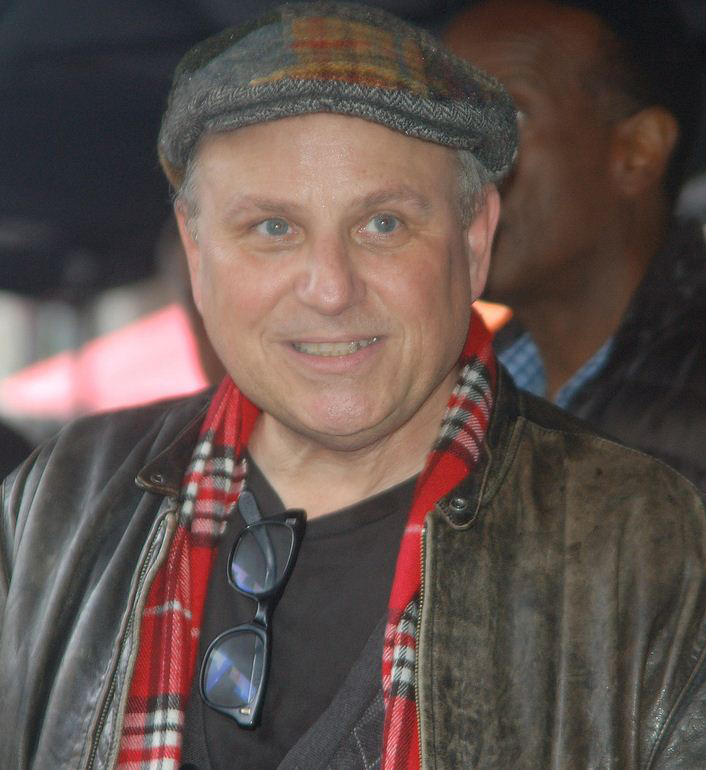
Bobcat Goldthwait, Darsteller von Zed, im Jahr 2013

Zu Beginn ist Zed Anführer der Bande, die den Protagonisten im zweiten Film das Leben schwer macht. Ab dem dritten Film wechselt er allerdings die Seiten und wird Rekrut der Akademie. Er kann sich oft kaum artikulieren und schreit häufig herum. Er trägt auch in Uniform oft zerrissene Kleidungsstücke. Das alles soll ihm offenkundig einen animalischen Charakter verleihen. Er präsentiert sich auch als Musiker und Poet, aber sowohl seine Musik als auch seine Gedichte sind eher bizarr.
Eine Hassliebe verbindet ihn mit dem Ladenbesitzer Sweetchuck. Zwar wird dessen Geschäft im zweiten Film im Zusammenhang mit der von ihm verursachten Verbrechensserie völlig zerstört, aber im dritten Film sind die beiden Zimmergenossen. Zed terrorisiert Sweetchuck oft, ohne es wirklich zu wollen.
Im vierten Film verliebt er sich in Laura, die Teilnehmerin am „Bürger auf Patrouille“-Programm ist und seine seltsame Art akzeptiert.
In den Filmen immer nur als Zed bezeichnet, wurde ihm in der Zeichentrickserie der Nachname McGlunk gegeben.

### Sweetchuck

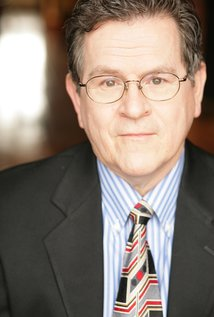
Tim Kazurinsky, Darsteller von Sweetchuck, im Jahr 2014

Eigentlich heißt er Schewchuk, wie die Aufschrift auf dem Schaufenster des von ihm betriebenen Lampengeschäfts ausweist. Allerdings nennen ihn alle Sweetchuck. Nachdem er im zweiten Film Opfer ist und sein Geschäft bei einem missglückten Polizeieinsatz völlig zerstört wird, beschließt er im dritten Film, selbst Polizist zu werden. Allerdings ist er sehr schwächlich und kann sich eigentlich nie durchsetzen. Daher fällt es ihm auch schwer, Zed als Zimmernachbarn zu ertragen, obwohl die beiden sich im Laufe der Zeit mehr oder minder zusammenraufen.

### Nick Lassard
Nick Lassard ist der Neffe von Commandant Lassard und Polizist in Miami. In dieser Funktion taucht er im fünften Film auf. Im sechsten Film ist er jedoch Polizist in der unbenannten Großstadt, in der die Police Academy steht. Die Figur erfüllt eine ähnliche Funktion wie die des Carey Mahoney, der ab dem fünften Film nicht mehr auftaucht. So ist beiden Figuren gemein, dass sie als smarte und attraktive Sonnyboys auftreten, die dem jeweiligen Antagonisten Streiche spielen und liebend gerne mit attraktiven Frauen flirten. Die sich anbahnende Romanze zwischen Nick und Kate im fünften Film kam in ähnlicher Form schon bei Mahoney im ersten, dritten und vierten Film vor.

## Gegenspieler
Es gibt in jedem Film mindestens einen Gegenspieler in den Reihen der Polizei.
| Name            | Rang | Schauspieler                                  | Auftritt                                       |
| --------------- | --- | --------------------------------------------- | ---------------------------------------------- |
| Thaddeus Harris | Lieutenant (1. Film), Captain (4–7; Zeichentrickserie)                                                      | G. W. Bailey; Len Carlson (Zeichentrickserie) | Filme 1 sowie 4 bis 7, Zeichentrickserie       |
| Mauser          | Lieutenant (2. Film Anfang), Captain (ab Mitte 2. Film), Commandant (3. Film), Sergeant (Zeichentrickserie) | Art Metrano; Rex Hagon (Zeichentrickserie)    | Filme 2 und 3, Zeichentrickserie, Fernsehserie |
| Proctor         | Sergeant (2. Film), Captain (3. Film), Lieutenant (4–6; Zeichentrickserie)                                  | Lance Kinsey; Don Francks (Zeichentrickserie) | Filme 2 bis 6, Zeichentrickserie               |
| Chad Copeland   | Kadett (1. Film), Sergeant (3. und 4. Film)                                                                 | Scott Thomson                                 | Filme 1,3 und 4                                |
| Kyle Blankes    | Kadett (1. Film), Sergeant (3. Film)                                                                        | Brant von Hoffman                             | Filme 1 und 3                                  |

### Thaddeus Harris

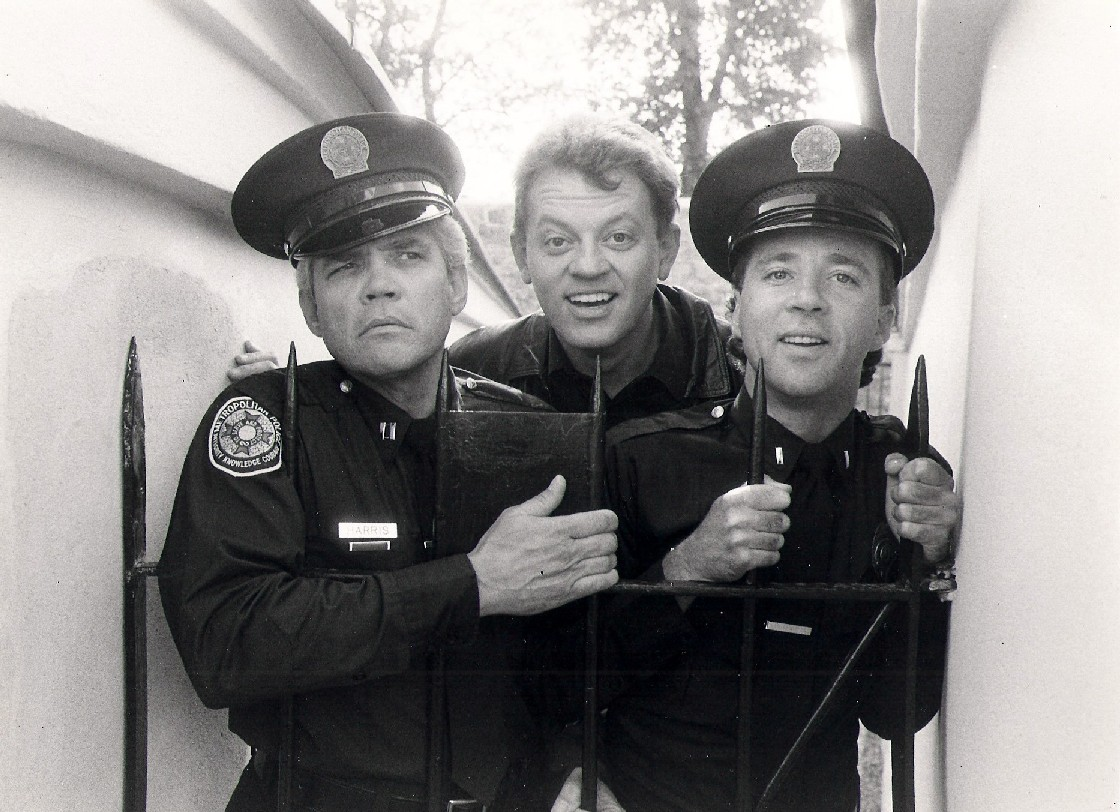
Von links nach rechts: G. W. Bailey, David Graf und Lance Kinsey

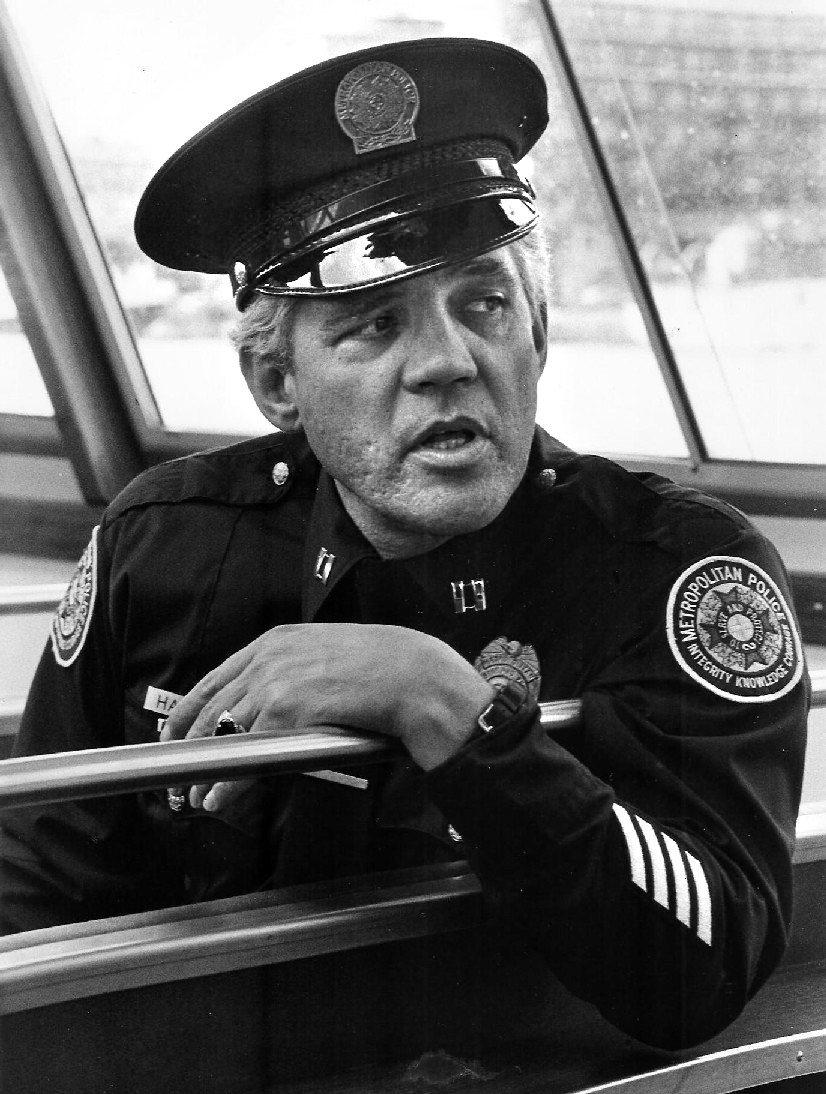
G. W. Bailey, Darsteller des Thaddeus Harris

Der Gegenspieler über weite Teile der Serie ist Captain Thaddeus Harris (im ersten Film noch Lieutenant), der als eine Art Markenzeichen immer mit einem kleinen Stock mit Silberknauf herumläuft. Zu Beginn ist er einfach nur ein arroganter Vorgesetzter, der seine Untergebenen beleidigt und mit seinem typischen Ruf „Move it, move it, move it!“ (in der deutschen Version meist mit „Bewegt euch!“ oder „Bewegung, Bewegung, Bewegung!“ übersetzt) antreibt. Typisch ist für ihn auch, dass er als Ausbilder gerne ein Megafon verwendet.
Spätestens ab Teil 4 ist er wie Mauser ein Karrierist und Opportunist. Im ersten Film erbietet er sich sofort, den Kadetten das Leben schwer zu machen, um die Zahl der neuen Polizisten zu reduzieren. Sein Gegenspieler ist dabei Carey Mahoney, den er versucht, loszuwerden, was aber wegen der Anweisung Captain Reeds nicht möglich ist. Er bedient sich bei seinen Aktivitäten gerne williger Gehilfen. Im ersten Film sind dies die Kadetten Chad Copeland und Kyle Blankes. In den späteren Filmen (mit Ausnahme des letzten) steht ihm Lieutenant Proctor als treudoofer Assistent zur Seite. Auch im vierten Film ist vor allem Carey Mahoney sein Gegenspieler. Danach ist es Commandant Lassard und dessen ganze Truppe.
Seine Karriere sieht einige Höhen und Tiefen. Im ersten Film ist er der Chefausbilder der Police Academy und schikaniert die Kadetten. Als er im vierten Film in die Serie zurückkehrt, ist er eigentlich Chef eines Polizeireviers, übernimmt aber während Lassards Abwesenheit vorübergehend die Leitung der Academy, um Lassards Programm „Bürger auf Patrouille“ zu leiten und nach Möglichkeit zu sabotieren, da er nichts davon hält. Er würde auch zu gerne den Posten von Lassard übernehmen. Im fünften Film versucht er hierzu Lassards altersbedingt anstehende Pensionierung zu nutzen. Dies misslingt, worauf er sich in der Zwischenzeit zum sechsten Film darum bemüht, versetzt zu werden. In dieser Folge ist er dann wieder Revierleiter in einem Bezirk, der allerdings von einer Verbrechensserie heimgesucht wird, so dass ihm Lassard und seine Truppe als Unterstützung zugewiesen werden – selbstverständlich möchte er sie alle schnellstmöglich wieder loswerden. Ist Harris im ersten Film noch eine ernstzunehmende Gefahr für den guten Verlauf der Handlung, so wird er spätestens ab dem fünften Film zum Pausenclown, der nicht einmal mehr Zwischenerfolge erzielt, da jede seiner Aktionen in einem peinlichen Fiasko endet.
Im fünften Film nennt er sich an einer Stelle Thaddeus Aristoteles Harris. Dies kommt jedoch nur in der deutschen Fassung des Films vor.

### Mauser
Wie Harris ist auch Mauser skrupelloser Karrierist, der sich offensichtlich und auf primitive Weise einschmeichelt, sofern es ihm opportun erscheint. Dass ihn Commissioner Hurst als den größten Arschkriecher, den er jemals gesehen hat, bezeichnet, empfindet er sogar als Kompliment.
Als Lieutenant versucht er im zweiten Film, Lassards Bruder aus der Revierleitung zu drängen, um dann selbst Captain werden zu können. Dies gelingt ihm sogar vorübergehend. Im dritten Film ist er Kommandant der zweiten Polizeiakademie des Staates, die mit Lassards Akademie in einem Wettbewerb konkurriert, dessen Verlierer die Schließung der Akademie zu erwarten hat. Mauser führt seine Akademie weit strenger und militärischer, benutzt aber auch schmutzige Methoden. So hat er seine „Agenten“ Copeland und Blankes, die in Lassards Akademie als Maulwürfe fungieren und Lassards Versagen sichern sollen. Es gelingt ihm trotz zwischenzeitlichen Vorsprungs nicht, den Wettbewerb für sich zu entscheiden.
In den weiteren Filmen taucht Mauser nicht mehr auf. Art Metrano (1936–2021), der die Figur darstellte, erlitt 1989 nach Abschluss des dritten Films einen schweren Sturz von einer Leiter, bei dem er sich sechs Brüche zuzog. Später war er zwar wieder in der Lage, unter Schwierigkeiten zu laufen, fuhr aber normalerweise im Rollstuhl. 1998 kehrte er als „Sheriff Meiser“ in der kurzlebigen Serie zu Police Academy nochmals zurück.

### Proctor

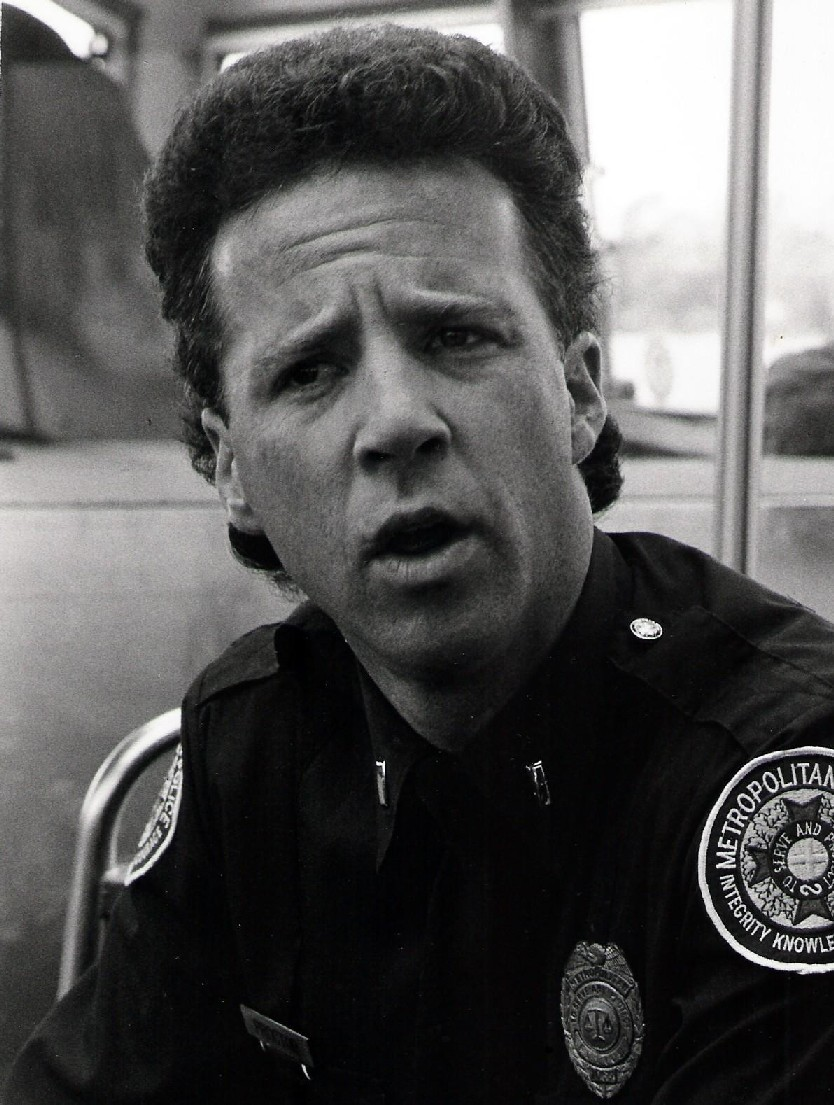
Lance Kinsey in seiner Filmuniform im Juni 1989

Proctor ist in den Filmen 2 bis 6 der persönliche Assistent von Mauser bzw. Harris. Er selbst hat keine Ambitionen wie seine jeweiligen Chefs, zeichnet sich jedoch durch überragende Dummheit, Unfähigkeit und Loyalität aus. Obwohl er zu nichts taugt und nur selten seinem Chef eine Hilfe ist, stellt er dennoch einen guten Assistenten dar, da er dem selbstverliebten Wesen von Harris und Mauser entgegenkommt und durch seine Hörigkeit für jeden Auftrag zu haben ist. Proctor wird im Laufe der Filmserie zunehmend dümmer porträtiert und lässt kein Fettnäpfchen aus. Er handelt im 2. Film noch recht eigenständig, aber spätestens ab dem 5. Film gibt er kaum noch einen intelligenten Satz von sich und ist auf seine Rolle als Assistent beschränkt.

### Chad Copeland

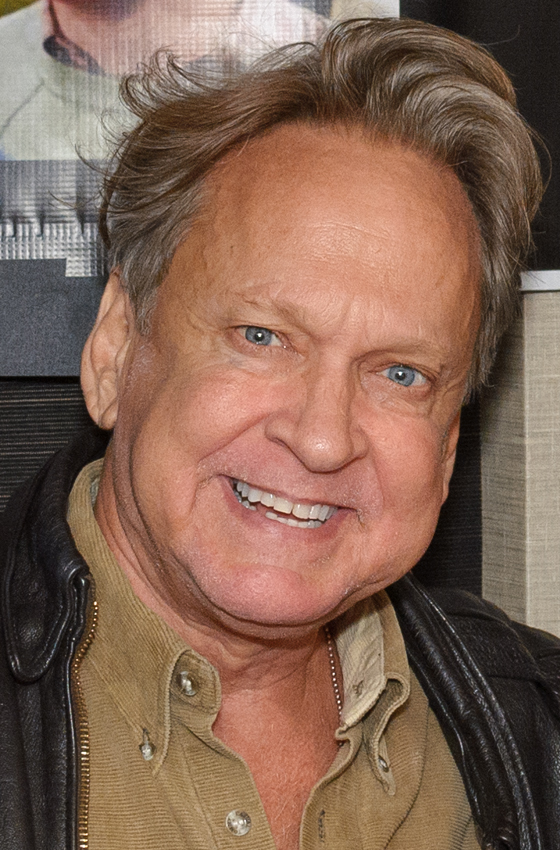
Scott Thomson, Darsteller von Chad Copeland (2017)

Copeland ist zusammen mit Blankes Kadett im ersten Film, im dritten Film dann unter Lassards Ausbildern. Er wird als etwas tollpatschig dargestellt. Kyle Blankes übernimmt die Führungsrolle unter den beiden.
Beide zeichnen sich durch Überkorrektheit und absoluten Gehorsam aus. Sie sehen die Ausbildung sehr militärisch und lassen sich daher gerne von Harris einspannen, um Mahoney zu schikanieren. Durch ihre Arroganz gegenüber den Aufständischen gegen Ende des ersten Films kommen sie aber in arge Probleme, als ihnen ihre Revolver gestohlen werden. Im dritten Film sind die beiden Maulwürfe in Lassards Polizeiakademie, um der konkurrierenden Polizeischule von Mauser einen Vorteil zu verschaffen.
Copeland taucht im vierten Film nochmals als Polizist auf, der Jugendlichen das Skateboardfahren in seinem Bezirk verbietet und sie dann jagt, als sie dies nicht befolgen.

### Kyle Blankes
Er übernimmt die Führung im Duo Blankes/Copeland und tut sein Bestes, um Mahoney und die anderen zu piesacken. So legt er Mahoney beispielsweise seine alten stinkenden Socken unter das Gesicht, um ihn noch zu einigen Liegestützen mehr „anzuspornen“. Er taucht im Gegensatz zu seinem Kollegen Copeland nicht im 4. Teil auf.
Im Abspann des ersten Films wird er als „Blankes“ geschrieben, im dritten Film jedoch als „Blanks“.

## Nebenpersonen
Neben den Hauptakteuren gibt es eine große Anzahl von Figuren, die teilweise in vielen Filmen, aber nur in wenigen Szenen vorkommen.
| Name                    | Rolle | Schauspieler                                 | Auftritt                         |
| ----------------------- | --- | -------------------------------------------- | -------------------------------- |
| Henry J. Hurst          | Commissioner und damit ranghöchster Polizist                                                                               | George R. Robertson                          | Filme 1 bis 6                    |
| Mrs. Fackler            | Frau von Douglas Fackler, Kadett im 3. Film                                                                                | Debralee Scott                               | Filme 1 und 3                    |
| Namenlose Prostituierte | „Gute Freundin“ von Eric Lassard und Carey Mahoney                                                                         | Georgina Spelvin                             | Filme 1 und 3                    |
| Kathleen Kirkland       | Polizistin (Officer im 2. Film, Sergeant im 4. Film), Kollegin von Eugene Tackleberry, heiratet ihn am Ende des 2. Films   | Colleen Camp                                 | Filme 2 und 4                    |
| Max Kirkland            | Eugene Tackleberrys Schwiegervater                                                                                         | Arthur Batanides                             | Filme 2, 3, 4 und 6              |
| Bud Kirkland            | Eugene Tackleberrys Schwager, Kadett (3. Film), Polizist im Rang eines Officers (4. Film)                                  | Andrew Paris                                 | Filme 2 bis 4                    |
| Mrs. Kirkland           | Eugene Tackleberrys Schwiegermutter                                                                                        | Jackie Joseph                                | Filme 2 und 4                    |
| Nogata                  | Austauschkadett aus Japan (3. Film), Vertreter der japanischen Polizei (4. Film), Liebhaber von Debbie Callahan            | Brian Tochi                                  | Filme 3 und 4                    |
| Tommy „House“ Conklin   | Teilnehmer am C.O.P.-Programm (4. Film), Academyabsolvent und Polizist im Rang eines Officers (5. Film; Zeichentrickserie) | Tab Thacker; Don Francks (Zeichentrickserie) | Filme 4 und 5, Zeichentrickserie |

### Henry J. Hurst
Er ist Commissioner (im ersten Film noch als Chief bezeichnet) und damit der Vorgesetzte von Commandant Lassard. Im ersten Film bezieht er klar Position gegen die gelockerten Richtlinien zur Aufnahme neuer Polizisten und bittet Lassard, die Ausbildung so zu gestalten, dass untaugliche Kadetten möglichst früh den Wunsch verspüren, die Ausbildung abzubrechen. Auch im zweiten Film muss er sich von Peter Lassard, dem Bruder Eric Lassards und Captain in einem Polizeirevier, den Kommentar gefallen lassen, er solle seine Nase lieber dahin stecken, wo sie üblicherweise sei – gemeint ist natürlich, dass er ein Arschkriecher sei, der den Politikern nach der Pfeife tanzt. In den folgenden Filmen nimmt er aber eine neutrale Position ein. Er ist zwar absolut loyal gegenüber den Entscheidungen der Politik, bleibt aber immer korrekt und zeigt auch offen Antipathie gegenüber dem Verhalten von Harris bzw. Mauser. Im sechsten Film gibt sich der Bösewicht Mastermind durch eine brillante Verkleidung als Commissioner Hurst aus.

### Mrs. Fackler
Sie ist die Frau von Douglas Fackler (siehe Abschnitt über ihn) und wird gegen seinen Widerstand Polizistin. Sie fällt bei der Ausbildung zweimal auf, als sie zum einen ein Zimmer mit einem Mann zusammen belegen will, und zum anderen, als sie durch ungekonnte Fahrweise ein Polizeiauto auf das Dach legt.

### Die Prostituierte
Die von der legendären US-Pornodarstellerin Georgina Spelvin verkörperte Prostituierte taucht in zwei Filmen der Reihe auf. Sie bleibt in beiden Filmen ohne eigenen Namen und wird nur als „The Hooker“ (deutsch „Die Prostituierte“) im Abspann genannt. Obwohl ursprünglich von Copeland und Blankes angeheuert, um Leslie Barbara zu schikanieren, landet sie nach Mahoneys Eingreifen letztendlich unter einem Rednerpult. Als Commandant Lassard an dieses tritt, um eine Präsentation zu halten, führt sie Fellatio bei ihm durch, was ihm das Reden deutlich erschwert. Bei der Abschlussveranstaltung im ersten Film sitzt sie ebenfalls unter dem Rednerpult und macht Mahoney das Reden schwer. Im dritten Film taucht sie nochmals auf dem Polizeiball auf, wo sie von Mahoney und Lassard als alte Freundin begrüßt wird. Mahoney setzt sie auf Proctor an. Sie legt Proctor herein – dieser muss daraufhin nackt draußen herumlaufen und landet zu seinem Unglück im Blue Oyster Club.

### Die Familie Kirkland
Die etwas ungewöhnliche Familie Kirkland wird im zweiten Film eingeführt, als Tackleberry Kathleen kennenlernt und sie später heiratet. Ihre Mitglieder kommen mehrfach in den Filmen vor. Tackleberry steht dem Treiben von Max und Bud des Öfteren vollkommen unverständig gegenüber, während Kathleen es urkomisch findet.

#### Kathleen Kirkland
Sie ist im zweiten Film die Partnerin von Eugene Tackleberry und fährt mit ihm zusammen Motorradstreife. Sie teilt seine Waffenvernarrtheit, so dass die beiden sich bald näherkommen. Am Ende des zweiten Films heiraten sie. Im vierten Teil sieht man sie nochmals kurz beim Familienessen.

#### Max Kirkland
Max Kirkland ist Kathleen Kirklands Vater und damit Eugene Tackleberrys Schwiegervater. Er ist ein guter Boxer und war 1944 bei den Seabees, dem Bauregiment der US Navy im Südpazifik, Champion im Mittelgewicht. Das lässt er vor allem seinen Sohn Bud spüren, dem er zum Spaß immer wieder den einen oder anderen Hieb erteilt. Er will im vierten Teil am Citizens on Patrol-Programm teilnehmen, was seine Tochter unterstützt, sein Sohn hingegen nicht, weil dies nach Vetternwirtschaft aussähe. Er ist im Programm dann auch nicht zu sehen. Er hat nochmals einen kurzen Gastauftritt im sechsten Film.

#### Bud Kirkland
Bud Kirkland ist Eugene Tackleberrys Schwager. Durch die „Boxausbildung“ seines Vaters, mit dem er sich bei allen möglichen Gelegenheiten und ohne Vorankündigung zum Spaß kleine Kämpfe leistet, gehört das Boxen klar zu seinen Stärken. So war er im Boxteam seiner High School. Er ist Kadett im dritten Teil der Serie und gewinnt dort auch die Boxmeisterschaft der beiden Akademien. Im vierten Teil sieht man ihn nochmals kurz beim Familienessen mit Tackleberry.

#### Mrs. Kirkland
Sie ist eine Bilderbuchmutter, die sich um das Essen kümmert und die das Treiben der Männer in ihrer Familie mit einem Lächeln quittiert, als wären die beiden Schuljungen. Man sieht sie im zweiten und vierten Film jeweils kurz bei den Familienessen mit Tackleberry.

### Nogata
Er ist im dritten Film ein japanischer Austauschpolizist, der von Mauser von seiner Akademie geworfen wird und stattdessen auf Lassards Akademie landet. Er verliebt sich in Lieutenant Callahan, die dies zumindest auf sexueller Ebene erwidert. Im vierten Film lassen die beiden ihre Beziehung nochmals aufleben, als Nogata als Vertreter der japanischen Polizei wieder an der Academy ist.

### Tommy „House“ Conklin
Der sehr schwergewichtige Tommy Conklin, in der deutschen Version Tommy „Häufchen“ genannt, nimmt am Citizens on Patrol-Programm teil. In diesem Teil erzählt er, dass Hightower einmal sein Babysitter war. Im fünften Teil ist er nochmals als Polizist zu sehen. Er fällt unter anderem dadurch auf, dass er über große Kraft verfügt. Im vierten Film trägt er beispielsweise einen Motorroller.

## Bösewichte
In den ersten vier Filmen nimmt der Gegenspieler innerhalb der Polizei beträchtlich mehr Platz ein als die Verbrecher, deren Bekämpfung die eigentliche Aufgabe der Polizei ist. Ab dem 5. Film rückt hingegen ein klassischer Kampf zwischen Gut und Böse mehr in den Mittelpunkt.
Es gibt aber in jedem Police-Academy-Film einen Verbrecher, der festgenommen werden soll:
- Im ersten Film taucht kurz vor Schluss während der allgemeinen Unruhen in der Stadt ein Mann in der Handlung auf, der Blankes und Copeland ihre Waffen abnimmt und damit erst Harris, später dann auch Mahoney als Geisel nimmt. Er bleibt namenlos.
- In der Fortsetzung terrorisiert die Bande von Zed den ganzen Bezirk mit Überfällen, die aber eher anarchistisch als geplant sind.
- Im dritten Film taucht der Geiselnehmer aus dem ersten Film nochmals kurz auf, jedoch nur in einer Szene. Gegen Ende wird dann eine Party in einem Yachtclub überfallen, bei der Schmuck gestohlen und der Gouverneur als Geisel genommen wird. Der Anführer der Verbrecher bleibt wiederum namenlos.
- Im vierten Film ist ein Mann namens Zack Anführer eines Häftlingsausbruchs. Er taucht weiterhin aber nicht mehr auf und nach und nach werden alle Ausbrecher gestellt.
- Der fünfte Film führt erstmal einen langen Kampf zwischen den Verbrechern und der Polizei ein. Durch ein Versehen landen gestohlene Diamanten in der Reisetasche von Eric Lassard. Die Diebe unter ihrem Anführer Tony und dessen Auftraggeber Dempsey versuchen, sie zurückzubekommen. Dabei kommt es zu einer Geiselnahme von Lassard und Harris.
- Im sechsten Film ist es die so genannte Wilson Heights Gang unter ihrem zunächst anonymen Anführer Mastermind, die einen Stadtbezirk mit einer Verbrechensserie heimsucht.
- Im siebten Film schließlich ist der Schlagabtausch erstmals komplett offen. Es gilt, den russischen Mafioso Konstantine Konali zu stellen.

## Besonderheit: Mrs. Lois Feldman/Mrs. Stanwyck
Eine Besonderheit und Ausnahme sind die beiden Rollen, die Billie Bird in den Teilen 4 und 6 verkörpert. In den Police Academy-Filmen wird eine Rolle normalerweise nur von einem bestimmten Schauspieler verkörpert – ist dieser im Film nicht dabei, kommt auch die Figur nicht vor. Umgekehrt spielt aber auch jeder Schauspieler immer nur eine bestimmte Figur. Dies ist bei Billie Bird nicht so. Sie spielt zwar in zwei Filmen mit, aber stellt zwei verschiedene Rollen dar. Im vierten Film verkörpert sie die resolute Rentnerin Mrs. Lois Feldman, die am Citizens on Patrol-Programm teilnimmt. Im sechsten Film sieht man sie dann als Mrs. Stanwyck, die bei einem offiziellen Empfang zugegen ist. Larvell Jones und sie scheinen sich zu kennen, aber alles Weitere bleibt im Dunkeln.